# Ecce sacerdos magnus

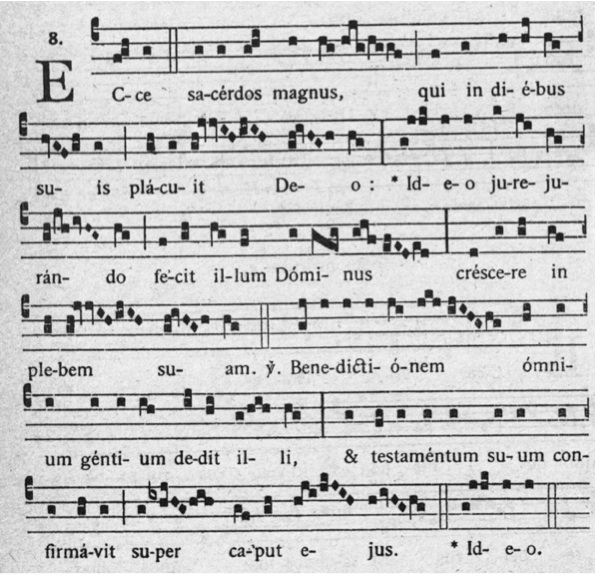
Ecce sacerdos magnus, tiré du Liber responsorialis juxta ritum monasticum (« Livre des répons selon le rite monastique »), Solesmes, 1895, page 194.

Ecce sacerdos magnus est une antienne et un répons de la Liturgie des Heures et du Graduale Romanum (le Graduel romain).
Le texte latin de cette Lectio (Lecture) tirée du Livre de la Sagesse est : Ecce sacerdos magnus, qui in diebus suis, placuit Deo, ce qui signifie : « Voilà le grand prêtre qui, durant les jours de sa vie, plut au Seigneur ». Dans certains cas ces mots sont suivis de : et inventus est justus (« et a été trouvé juste »). Dans d'autres, la réponse est : Non est inventus similis illi, qui conservaret legem Excelsi (« Il ne s'est trouvé personne [qui soit] semblable à lui pour garder la loi du Très Haut »).
Ce texte peut être utilisé lors de la procession de l'Évêque durant une ordination.
Ce texte a souvent été mis en musique par des compositeurs, comme Anton Bruckner et Edward Elgar.